# Helsingborg
Helsingborg (prononciation en suédois : /hɛl.sɪŋ.ˈbɔrj/), anciennement appelée Helsimbourg en français, est une ville suédoise située sur la côte du détroit de l'Øresund, au niveau de son point le plus étroit, la ville danoise d'Elseneur n'étant qu'à 4 km. C'est le chef-lieu de la commune de Helsingborg. Elle est habitée par 151 070 personnes, ce qui la place au 8e rang des villes les plus peuplées de Suède.
En 1912, il est décidé de changer l'orthographe du nom de la ville en Hälsingborg. Mais à l'occasion de la réforme communale de 1971, on revint à la graphie traditionnelle.
Helsingborg est l'une des villes nordiques les plus anciennes, fondée il y a plus de neuf siècles par des Vikings du Danemark. Sa position stratégique sur la partie la plus étroite du détroit a conditionné son histoire : au Moyen Âge elle fut munie d'une des plus puissantes forteresses en Europe du Nord, devenant ainsi le théâtre de la plupart des conflits secouant la région.
Originellement danoise, depuis 1658 Helsingborg est rattachée à la Suède. À partir du XVIIIe siècle, la cité vécut une existence plus calme, et avec l'industrialisation du XIXe siècle elle se développa et devint une des villes suédoises à la croissance la plus rapide. Après une petite pause au milieu du XXe siècle ce développement a repris, et Helsingborg compte de nouveau parmi les villes les plus dynamiques de Suède.

## Géographie

### Localisation
Helsingborg est située sur la côte nord-ouest de la Scanie, là où le détroit de l'Øresund, la séparant du Danemark, est le plus étroit, n'étant séparée de Elseneur du côté danois que d'environ 4 km. C'est le siège de la commune d'Helsingborg, qui partage une frontière avec les communes d'Höganäs, d'Ängelholm, d'Åstorp, de Bjuv, de Svalöv et de Landskrona. Plusieurs localités sont situées à moins d'1 km de la ville, telles que Hittarp, Ödåkra et Bårslöv.
La ville est au cœur de la région de l'Øresund, une région transnationale qui doit son existence à la création du pont de l'öresund. Cette région, qui inclut la région Hovedstaden (région capitale) et Sjælland du côté danois et la Scanie du côté suédois regroupe 3 732 000 habitants en 2010, principalement localisés dans les villes de Copenhague et Malmö. Elle est considérée comme une des régions les plus dynamiques d'Europe.

### Géologie et topologie
Le cours d'eau principal de la ville est Råån, qui traverse le sud de la ville, mais on trouve plusieurs petits cours d'eau se jetant dans la mer.
La topographie de la ville est caractérisée par la présence d'une falaise tout le long de la côte, atteignant entre 20 et 35 m de hauteur, appelée Landborgen. Ceci est lié à une zone de failles, fracturant la Scanie selon un axe NO-SE, allant jusqu'à l'île de Bornholm, appelée la zone de Tornquist. Durant les glaciations, plusieurs vallées abruptes s'y sont creusées, telles que Pålsjödalen et Hälsodalen.

### Climat
Du fait de sa position sur la côte, la ville jouit d'un climat océanique. Ainsi, les températures sont rarement basses en hiver, et les étés sont plutôt humides. Cependant, la ville est sujette à de forts vents, ce qui diminue la température ressentie.
| Mois                     | jan. | fév. | mars | avril | mai  | juin | jui. | août | sep. | oct. | nov. | déc. | année |
| ------------------------ | ---- | ---- | ---- | ----- | ---- | ---- | ---- | ---- | ---- | ---- | ---- | ---- | ----- |
| Température moyenne (°C) | 0,6  | −0,1 | 2    | 6     | 11,2 | 15,3 | 16,7 | 16,6 | 13,6 | 9,9  | 5,2  | 1,8  | 8,3   |
| Précipitations (mm)      | 40,6 | 25,2 | 37,2 | 35,7  | 38,9 | 47,5 | 66,1 | 58,3 | 55,2 | 50,9 | 55,8 | 48,7 | 558,3 |

## Toponymie
Helsingborg dérive de Helsing, signifiant gorge, désignant le détroit de l'Öresund, et de Borg signifiant château ou forteresse. Ce mot se rapporte à la forteresse construite pour protéger le détroit de l'Öresund.

## Histoire

### Fondation
Le site de Helsingborg était déjà peuplé à l'époque viking, entre l'an 800 et l'an 1000, principalement autour de la Råån. La localité était alors dans l'ombre de Köpinge, à peu près sur le lieu de l'actuel Ramlösa. Beaucoup de bateaux vikings traversaient l'Öresund entre la Scanie et le Seeland, et pour les protéger, une petite forteresse, probablement en bois, fut construite sur la falaise Landsborgen. Le niveau de l'eau a baissé depuis lors, et la forteresse était donc plus proche de la mer qu'actuellement. La protection de la forteresse a incité les gens à s'installer dans la ville.
Le plus ancien document attestant du statut de ville de Helsingborg est une lettre de donation du roi Knut IV de Danemark à la cathédrale de Lund le 21 mai 1085, qui est donc maintenant considéré comme la date de fondation officielle de la ville.

### Une place forte au centre de l'histoire nordique

#### Renforcement du château

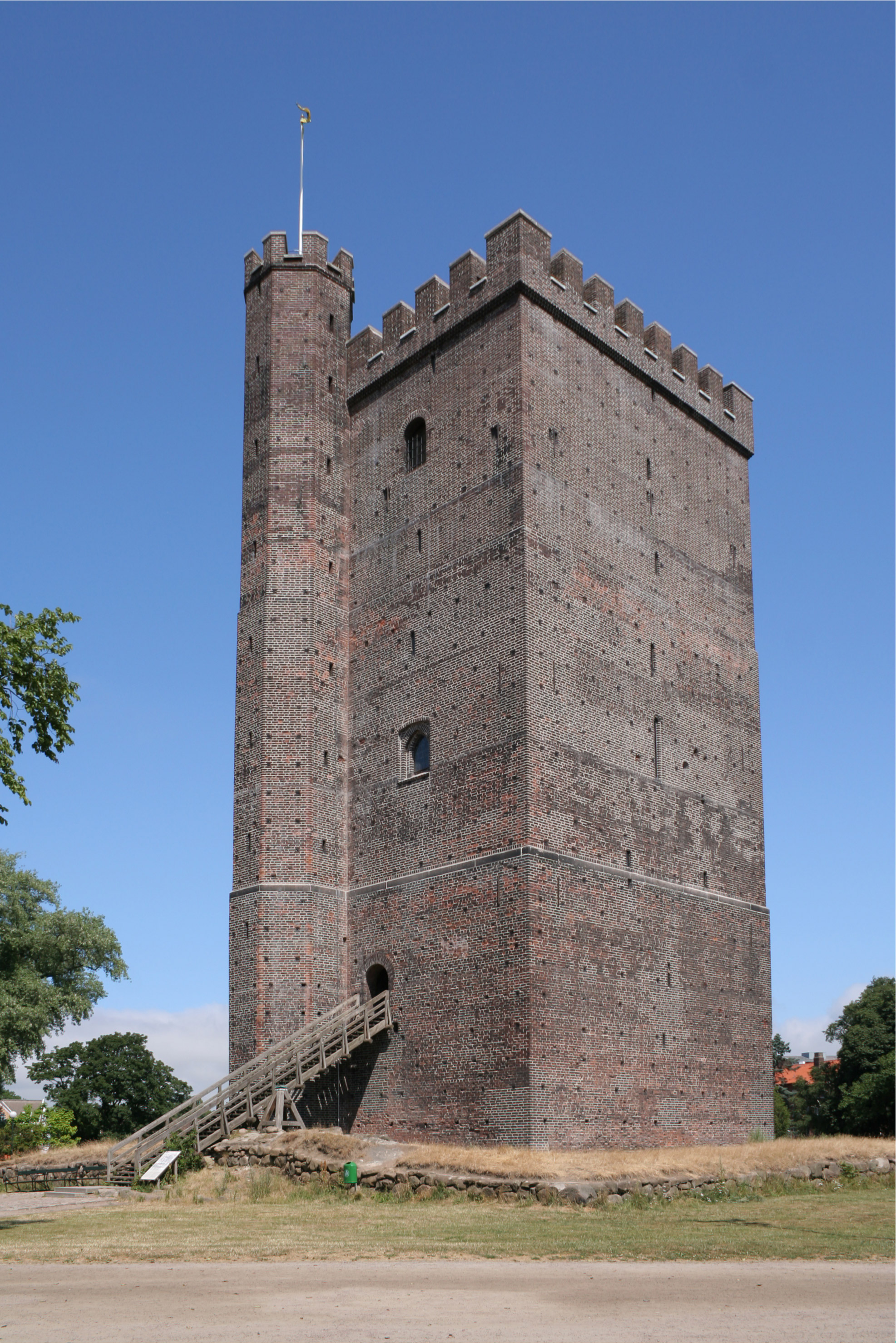
Kärnan, le seul vestige de l'ancienne forteresse.

Au XIIe siècle furent construites des fortifications plus importantes : une tour ronde en grès, entourée d'une muraille ovale, de 180 m de long et 150 m de large. À l'intérieur des murs fut construite une église ronde, appelée chapelle Saint-Michel. Le renforcement des fortifications montre l'augmentation en importance de la ville. À partir du XIIIe siècle, la ville commença à se développer sur la côte, aux pieds de la falaise, avec par exemple la construction de l'église Sainte-Marie.
Au XIVe siècle, le château fut de nouveau rénové, probablement à l'initiative d'Éric VI de Danemark. C'est durant cette rénovation que fut construite la tour Kärnan, de 6 étages, avec des murs en brique de 4 m d'épaisseur. Les datations suggèrent que cette rénovation eut lieu en 1313. La tour était protégée à sa base par un mur de 4 m de haut. La muraille du XIIe siècle fut flanquée par la suite de 14 tours semi-circulaires. Le château était une des plus puissantes forteresses des pays nordiques. L'église Sainte-Marie fut elle aussi rénovée et devint une des plus grandes églises du Danemark.
Cependant, contrairement au château, la ville elle-même n'était pas protégée, et subit ainsi de nombreux dommages durant les guerres qui la frappèrent.

#### Conflits duXIVesiècle
En 1310, le roi Éric VI de Danemark reçut au château de Helsingborg le roi Birger de Suède et ses deux frères Erik Magnusson et Valdemar Magnusson, durant ce que l'on appelle la paix de Helsingborg. L'objectif était de mettre fin à des années de conflit entre le Danemark, la Norvège et la Suède, ainsi que de résoudre les tensions entre le roi suédois et ses frères, qui l'avaient tenu captif. Il fut décidé, entre autres, que le roi de Suède retrouverait sa couronne, mais céderait un tiers du royaume à chacun de ses frères. La paix ne dura que jusqu'en 1317, lorsque le roi Birger se vengera de ses frères au banquet de Nyköping. Il fut alors pourchassé, et trouva refuge dans le château de Helsingborg, qui se retrouva ainsi assiégé en 1318. Le siège fut arrêté lorsque Birger accepta de renoncer à la couronne.
À cause des guerres incessantes, et de la construction de nombreuses places fortes, Éric VI, laissa après sa mort en 1319, à son frère cadet Christophe II de Danemark un royaume endetté. Ceci conduisit à un contrôle important du comte allemand Jean III de Holstein sur plusieurs régions danoises. Ceci amena alors une révolte des paysans, aidés par le roi de Suède et de Norvège Magnus IV, qui assiégèrent le château, sans parvenir à le prendre. Cependant, un compromis fut signé avec le roi danois, cédant la Scanie et le Blekinge en échange d'une somme d'argent.
Valdemar IV de Danemark réussit à récupérer ces provinces, le dernier bastion à tomber étant le château d'Helsingborg. Ce dernier fut alors de nouveau le théâtre d'un important conflit opposant le roi Valdemar à la Hanse, qui, au côté du roi suédois, tenta, sans succès, de prendre Helsingborg par la mer en 1362. La hanse réitéra en 1368, cette fois-ci au côté du nouveau roi suédois Albert de Suède, et après un an, l'attaque se solda par une victoire de la Hanse, ce qui força le Danemark à laisser Helsingborg, Malmö, Falsterbo et Skanör à la Hanse, avant que ces villes ne soient reprises en 1385 par Oluf III de Danemark et sa mère et tutrice Marguerite Ire de Danemark.

### Déclin de la ville

#### Destruction
Marguerite Ire réussit à rassembler les royaumes de Danemark, Suède et Norvège sous le contrôle d'Éric de Poméranie en 1397, créant l'union de Kalmar. Ce dernier créa alors la forteresse qui deviendra le château de Kronborg à Elseneur, en face d'Helsingborg. Les Danois n'étaient pas satisfaits du roi Eric, et voulaient à la place Christophe de Bavière. En 1440, celui-ci parvint à prendre le château d'Helsingborg, ainsi que Kronborg, et devint ainsi roi. Il tomba malade et mourut peu de temps après, en 1448 à Helsingborg. Une bataille pour sa succession opposa alors Charles VIII de Suède à Christian Ier de Danemark. Charles arriva à Helsingborg avec une artillerie moderne à laquelle la ville et son château ne résistèrent pas, et la quasi-totalité de la ville fut ainsi détruite.

#### Perte d'importance stratégique

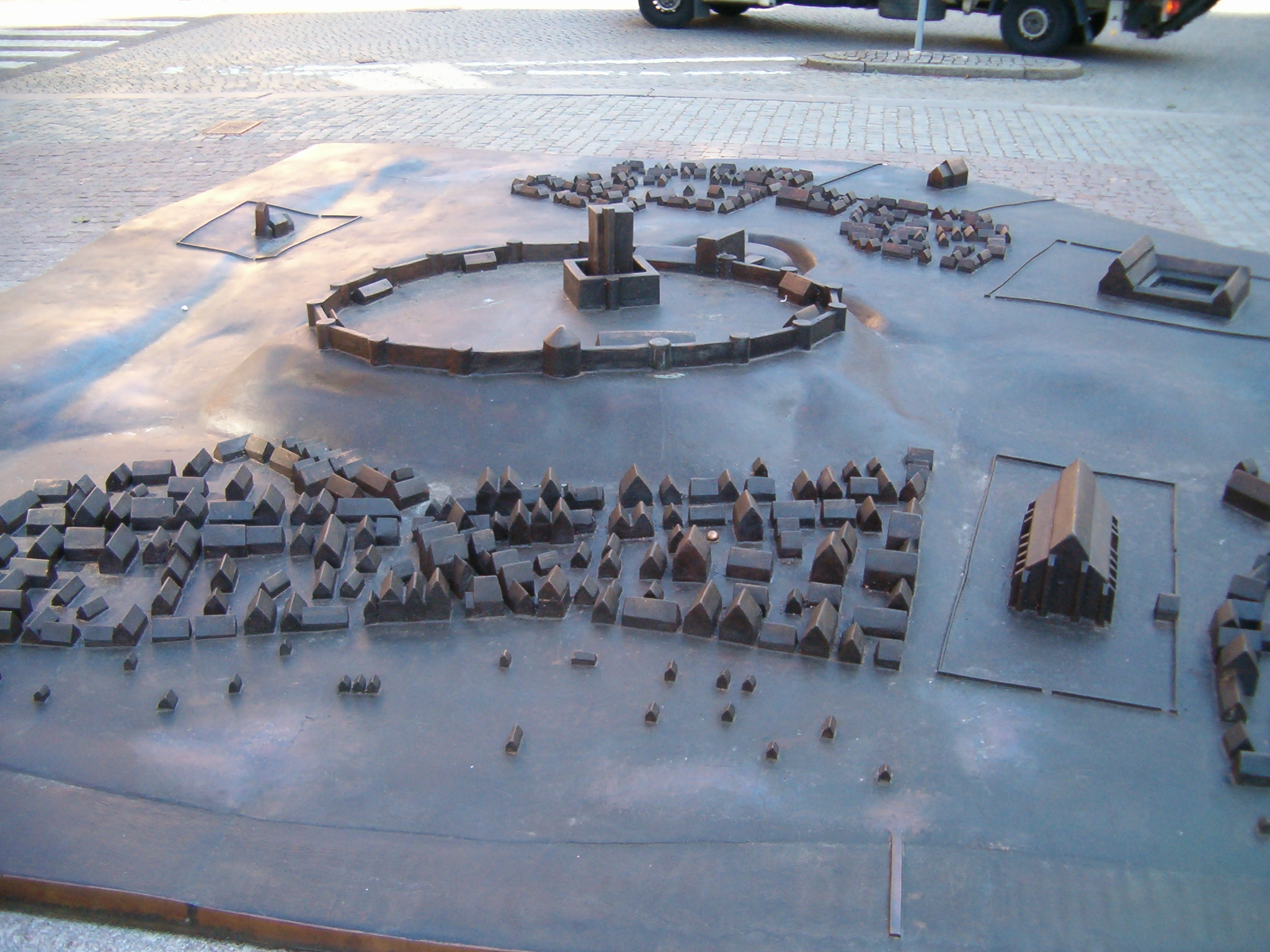
Reconstitution de la ville telle qu'elle devait être au XVe siècle

La chute de la forteresse montra que ce type d'installations n'étaient plus suffisantes face aux armes actuelles. Plusieurs forteresses furent alors modernisées, telles que Malmöhus à Malmö et la ville d'Halmstad, et le château de Landskrona fut construit. Au contraire, le château d'Helsingborg fut laissé en l'état. Il perdit ainsi son importance, le château de Kronborg devenant le verrou de la Baltique, et Kristianstad remplaça Helsingborg comme garde de la frontière avec la Suède.
D'un point de vue population, Helsingborg n'avait jamais été une grande ville, son importance étant essentiellement liée à sa forteresse. L'économie de la ville dépendait essentiellement de la pêche et de l'agriculture, et la ville ne possédait pas de place consacrée aux échanges, ceux-ci étant faits près de l'église Sainte-Marie. Le commerce était plutôt réalisé à Elseneur, où les bateaux passant le détroit devaient s'acquitter d'une taxe.

#### De nouveaux conflits
En 1526, le roi Frédéric Ier de Danemark lance la réforme protestante dans le pays. Mais après sa mort en 1533, le catholicisme tente de revenir dans le pays. Ainsi, la noblesse danoise préférait Christian III de Danemark pour la succession au trône, mais le comte protestant Christophe d'Oldenbourg, soutenu par Lübeck, préférait l'ancien roi catholique Christian II de Danemark. Ceci entraîna une série de conflits, dont un se tenant à Helsingborg, impliquant en plus des belligérants danois et allemands la Suède. Christian III devint finalement roi, marquant la victoire du protestantisme.
Dans les années 1630, le Danemark et la Suède entrèrent en conflit pour le contrôle du nord de l'Allemagne. Le Danemark redoutait l'influence croissante de la Suède autour de la mer Baltique, et la Suède voyait le Danemark comme un obstacle à son ambition. En 1643, la Suède attaqua le Danemark, marchant sur la Scanie et le Jutland. Cette attaque fut une surprise totale pour le Danemark qui n'y était donc pas préparé. Helsingborg fut prise, sans la moindre résistance, le 17 février 1644 par l'armée suédoise dirigée par Gustaf Horn. Il s'installe alors au château, et confisqua à la population la nourriture pour nourrir l'armée. Il quitta Helsingborg à la fin du mois. Un accord fut signé plus tard, le Danemark abandonnant à la Suède les régions de Jämtland, Härjedalen, Gotland et Saaremaa.

### Helsingborg devient suédoise
Après ce conflit, le Danemark décida de rénover le château d'Helsingborg. Mais celui-ci ne fut pas terminé que le Danemark signa le traité de Roskilde, transférant la Scanie, et donc en particulier Helsingborg, à la Suède.

#### Laguerre de Scanie

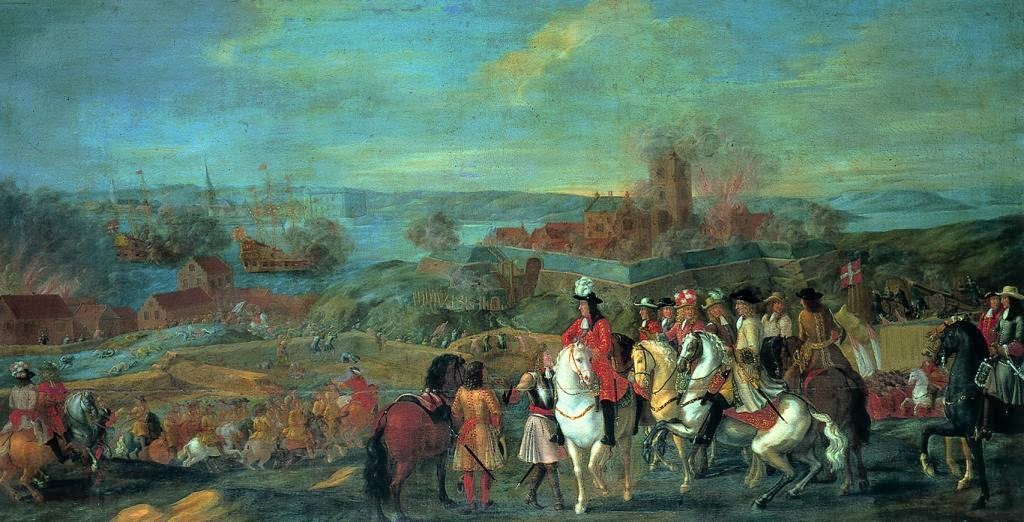
La prise d'Helsingborg, Claus Moinichen 1678.

Le 29 juin 1676, les forces danoises, avec 15 000 hommes accostèrent à Helsingborg. La ville se rendit très vite, et l'armée assiégea alors le château, qui tomba après quatre jours. Les villes de Landskrona et Kristianstad chutèrent à leur tour. Charles XI de Suède arriva en Scanie l'hiver suivant et saccagea la ville, mais sans prendre le château. Il continua alors vers Lund où se tint la bataille de Lund, qui fut une défaite danoise. Il retourna alors à Helsingborg et soumit le château à un intense bombardement. Ce dernier capitula le 30 décembre 1676.
En 1678, une armée danoise de 12 000 hommes arriva à Helsingborg depuis Landskrona. Grâce à une fausse lettre, prétendument signée par le roi Charles XI, les Danois trompèrent les Suédois, les faisant quitter le fort. Ainsi, pendant que l'armée suédoise était occupée à Kristianstad, les Danois renforcèrent les défenses d'Helsingborg. En été 1679, Charles XI décida de reprendre Helsingborg, mais le siège fut finalement arrêté après la signature d'un traité léguant de nouveau la Scanie à la Suède.

#### Une ville meurtrie
La Suède décida alors de démolir la forteresse d'Helsingborg, qui était considérée comme plus dangereuse qu'utile. Ils ne gardèrent que la tour principale comme repère pour la navigation. La ville a été fortement affectée par les conflits, étant presque totalement détruite, et vidée de ses habitants, beaucoup ayant rejoint le Danemark. Beaucoup d'efforts furent ensuite faits de façon à suédifier la région.
En 1709, les Danois tentent à nouveau de récupérer la Scanie, en accostant à Helsingborg. Cette tentative, faisant partie de la série de conflits Grande guerre du Nord se conclut à Helsingborg dans la bataille d'Helsingborg, qui fut une défaite danoise.
La peste s'abattit sur la ville en 1710.
Du fait de l'interruption des relations avec le Danemark, ainsi que de l'absence d'un vrai port, l'économie d'Helsingborg fut en berne.

### Histoire récente

#### Industrialisation

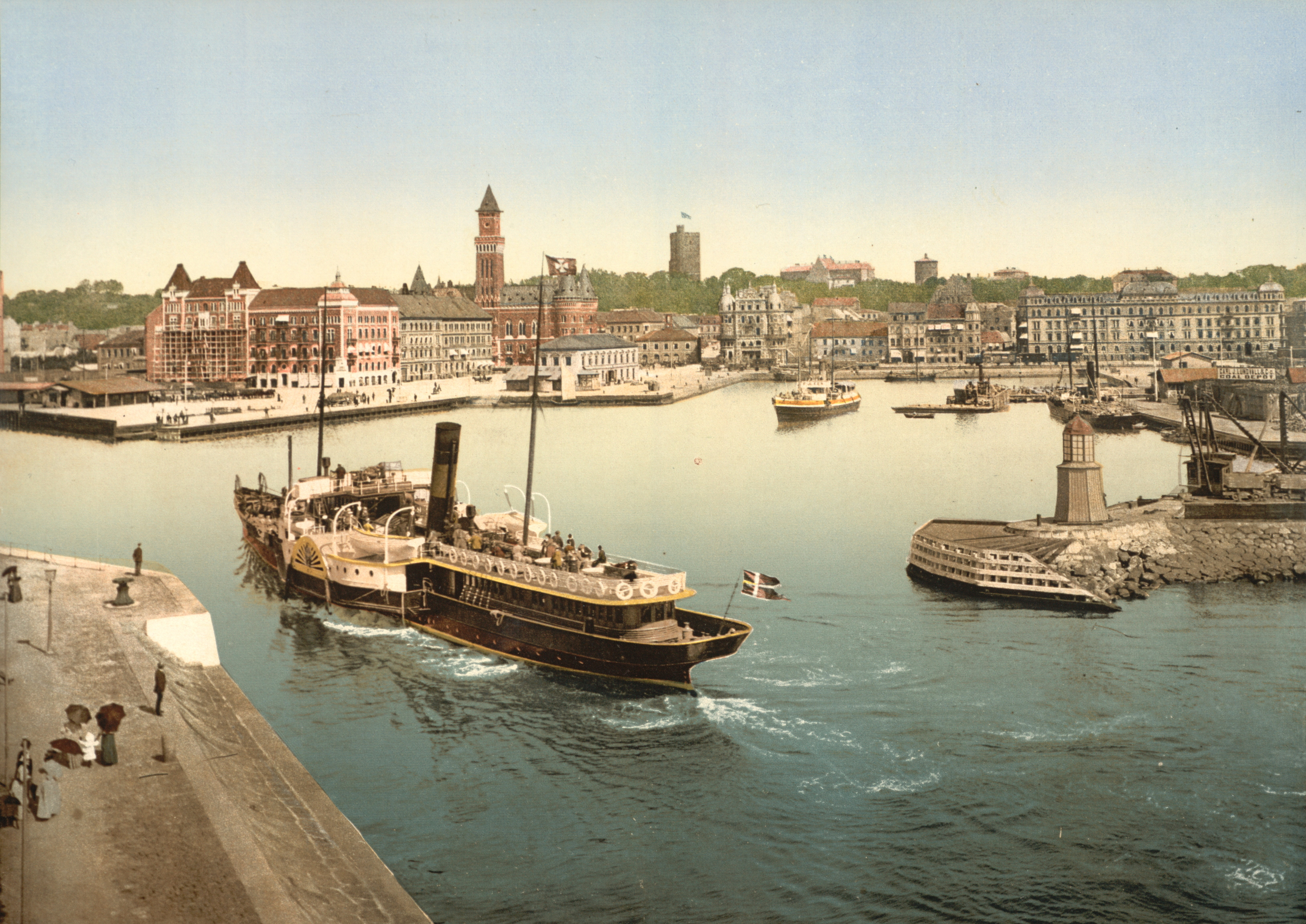
Le port d'Helsingborg en 1897

En 1857, le droit de péage sur l'Öresund fut aboli. Ceci fut très bénéfique à Helsingborg, dont le port put enfin se développer. L'augmentation de la production agricole impliqua des excédents, en particulier des céréales qui  commencèrent alors à être exportées depuis le port, assurant la prospérité de la ville. Si Landskrona était initialement le principal port de Scanie, Helsingborg la dépassa, exportant en 1870 trois fois plus que les ports de Malmö et Ystad.
Dans les mêmes temps, les infrastructures de la ville s'améliorèrent. En 1865, Helsingborg inaugura sa première ligne de chemin de fer, qui deviendra par la suite la Rååbanan. Cette amélioration des transports permit à la ville de recevoir plus de marchandises que son port exportait ensuite. Le port dut alors être agrandi plusieurs fois pour faire face à ce développement, ce qui fut fait en 1867, 1880 et 1891,.
La production industrielle se développa aussi énormément, avec par exemple l'installation d'une usine de production d'acide sulfurique dans la seconde moitié du XIXe siècle, suivie d'une usine de cuivre, utilisant de l'acide sulfurique de la première.
Tout ceci contribua à transformer totalement la ville, et entre 1850 et 1900 sa population passa de 4 140 à 24 670. Helsingborg incorpora ainsi rapidement plusieurs localités avoisinantes.

#### Seconde Guerre mondiale

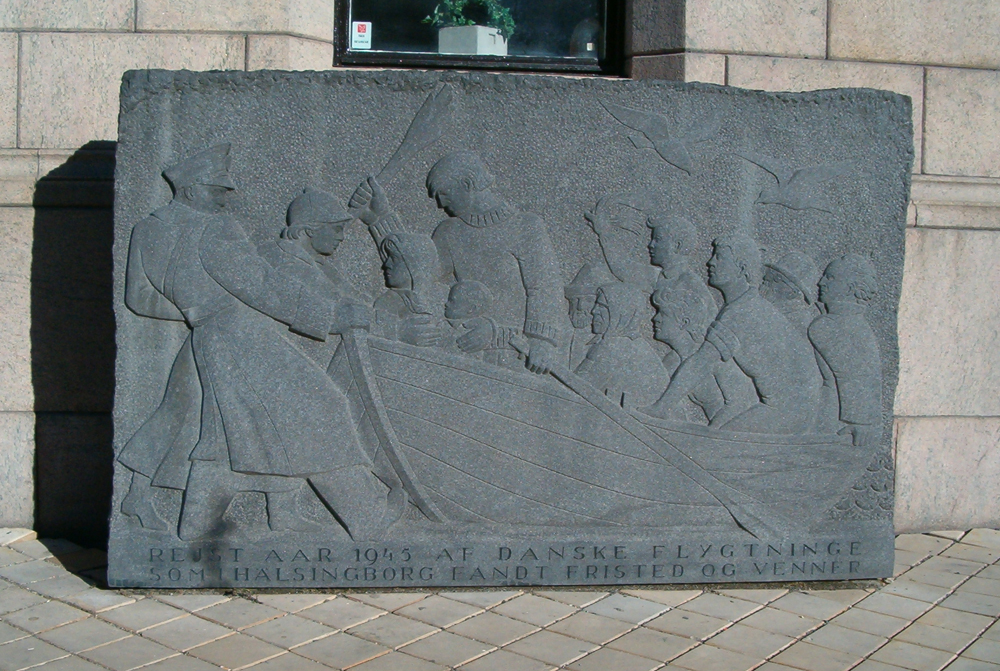
La pierre commémorative danoise pour l'accueil des juifs à Helsingborg

Durant la Seconde Guerre mondiale, la Suède autorisa l'armée allemande à maintenir des troupes en Suède. Les soldats arrivaient dans le pays à Helsingborg puis rejoignaient le front entre la Finlande et la Russie. Certains soldats restaient stationnés dans la ville. Alors que la guerre commença à mal tourner pour les Allemands en 1943, cet accord prit fin.
Cette même année commenca la persécution des juifs au Danemark, plusieurs centaines de juifs danois se réfugiant alors à Helsingborg où ils furent accueillis à l'hôtel de ville. Mais rapidement la place manqua, et ils furent donc transférés à l'hôtel de Ramlösa. Une organisation secrète fut alors formée par des Danois et des Suédois, nommée Helsingørs Syklub, pour organiser ce transfert de juifs entre Helsingør et Helsingborg.
Après la fin de la guerre, une pierre commémorative fut érigée pour remercier la ville d'Helsingborg pour l'accueil des juifs.

## Population et société

### Évolution démographique
Jusqu'au milieu du XIXe siècle, Helsingborg n'est qu'une petite ville. Mais avec l'essor de l'industrialisation et de son site portuaire, la population de la ville explosa, et fut une des villes qui connut la plus  forte croissance du pays. Mais le déclin des activités industrielles dans la seconde moitié du XXe siècle mit un frein à l'expansion urbaine. Cependant, l'attractivité de la ville a repris depuis la fin du XXe siècle. Mais la construction de nouveaux logements n'arrive pas à suivre cette importante augmentation de la demande en particulier à cause de difficultés au niveau communal pour trouver des emplacements libres.
| 1570 | 1610 | 1650 | 1690  | 1730  | 1770  | 1810  | 1850  | 1890   | 1930   |
| ---- | ---- | ---- | ----- | ----- | ----- | ----- | ----- | ------ | ------ |
| 659  | 754  | 978  | 1 287 | 1 269 | 1 321 | 2 087 | 4 140 | 20 410 | 55 889 |

| 1950   | 1960   | 1965   | 1970   | 1975   | 1980   | 1990   | 1995   | 2000   | 2005   |
| ------ | ------ | ------ | ------ | ------ | ------ | ------ | ------ | ------ | ------ |
| 70 607 | 75 770 | 78 153 | 82 008 | 80 986 | 77 291 | 81 615 | 84 494 | 87 914 | 91 457 |

| 2010   | - | - | - | - | - | - | - | - | - |
| ------ | - | - | - | - | - | - | - | - | - |
| 97 122 | - | - | - | - | - | - | - | - | - |

### Éducation

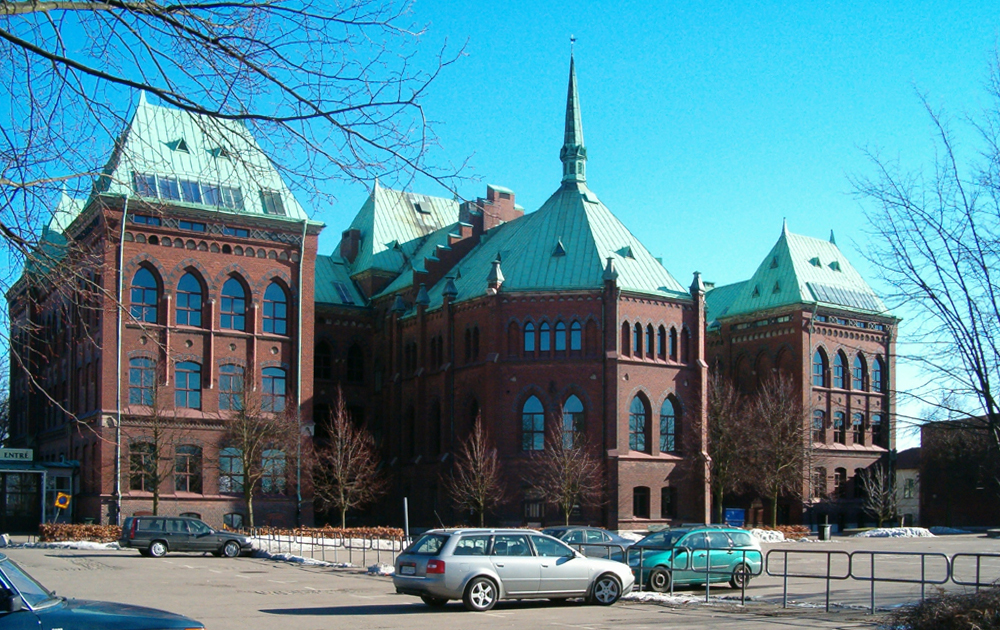
L'ancien bâtiment principal du gymnasium Nicolaiskolan

La commune comprend une soixantaine d'écoles primaires et une vingtaine de gymnasiums.
L'enseignement supérieur est assuré par le campus Helsingborg de l'université de Lund. Le campus accueille 3 000 étudiants.

### Santé
La ville eut son premier hôpital en 1850, il s'agissait alors d'un hôpital communal. Quelques années plus tard, en 1879, ouvrit ses portes le premier hôpital régional. Dans les années 1970, il fut décidé de construire un nouvel hôpital, qui prit alors le nom d'Helsingborgs lasarett. Il possède en 2009 2 750 employés et dispose de 400 lits.

## Économie

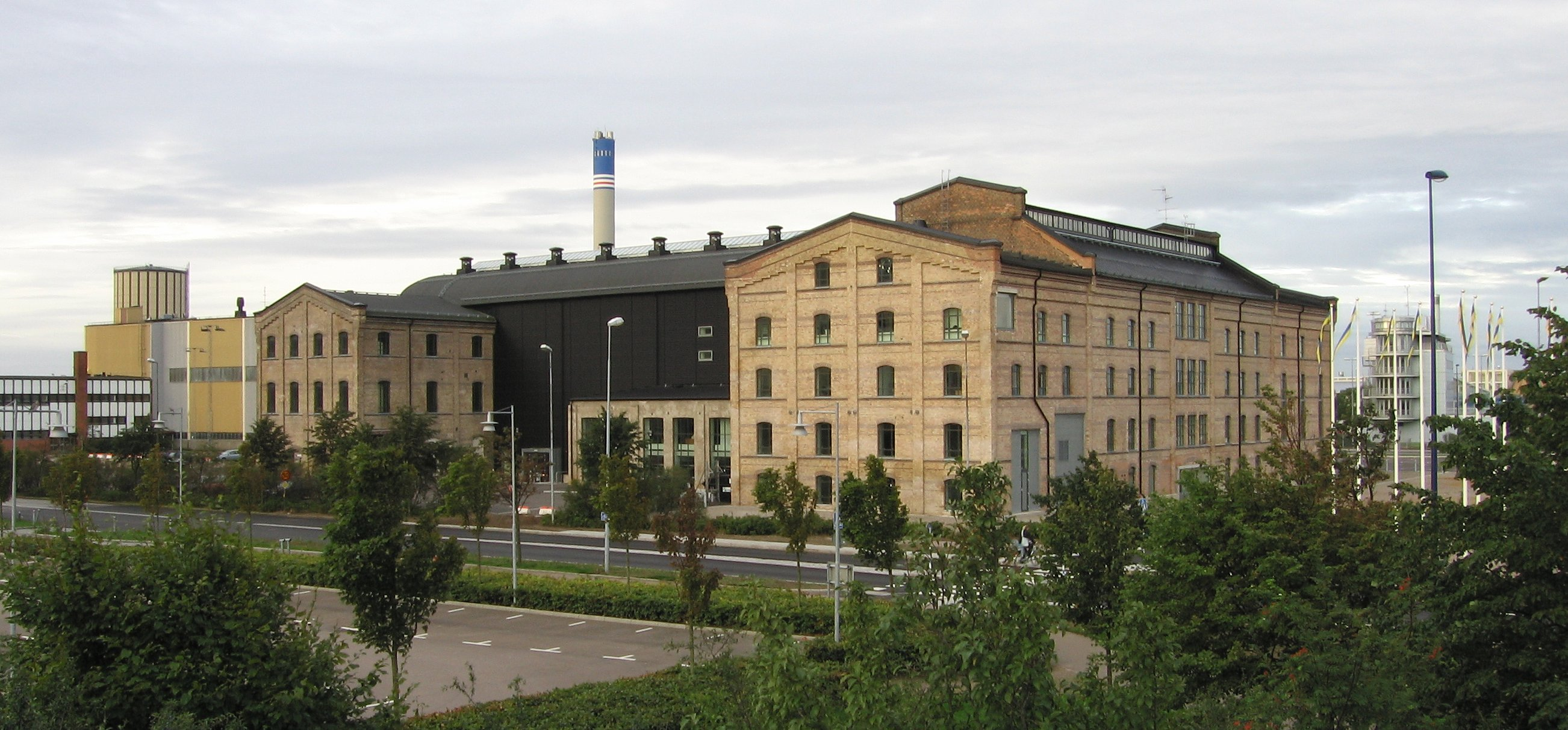
L'ancienne sucrerie, maintenant siège d'IKEA en Suède

Du fait de son positionnement, et de son important réseau de communication, le climat économique de la ville est très positif, classé par exemple 13e en Suède en 2007, ce qui la met en première position parmi les 10 plus grandes villes du pays. Elle a aussi été élue "commune des nouvelles entreprises" de l'année 2006. C'est la quatrième région de Suède, après Stockholm, Göteborg et Malmö pour ce qui est du nombre de sièges sociaux qui s'y trouvent, avec par exemple le siège social d'Ikea en Suède dans la ville.
Le principal employeur de la ville est la commune. Le secteur privé de la ville n'est pas dominé par une entreprise particulière, mais est plutôt composé d'un grand nombre d'entreprises. Ainsi, le principal employeur privé est Ikea, avec 1 560 emplois, mais pas moins de 15 autres entreprises ont plus de 200 employés.

## Transports

### Transport routier
Helsingborg est un nœud important du réseau routier suédois, ce qui est historiquement en grande partie lié à la liaison par ferry avec Helsingør. Ainsi, maintenant, la ville est entourée d'autoroutes. Elle est ainsi le point de départ de la E4, traversant toute la Suède selon un axe nord-sud, passant en particulier à Stockholm, et est longée par une section commune de la E6 (Trelleborg, Göteborg, Oslo) et de la E20 (Malmö, Göteborg, Stockholm).
Pour éviter une surcharge de trafic depuis le ferry dans le centre-ville, les véhicules venant du ferry sont dirigées sur la E4 vers le sud, avant de rejoindre l'intersection avec la E6/E20, contournant ainsi la ville. L'ancien tracé de la E4 traversait la ville, se dirigeant directement vers le nord.
La route nationale 21, qui relie le nord-ouest de la Scanie au nord-est de la Scanie, part d'Helsingborg.

### Transport maritime

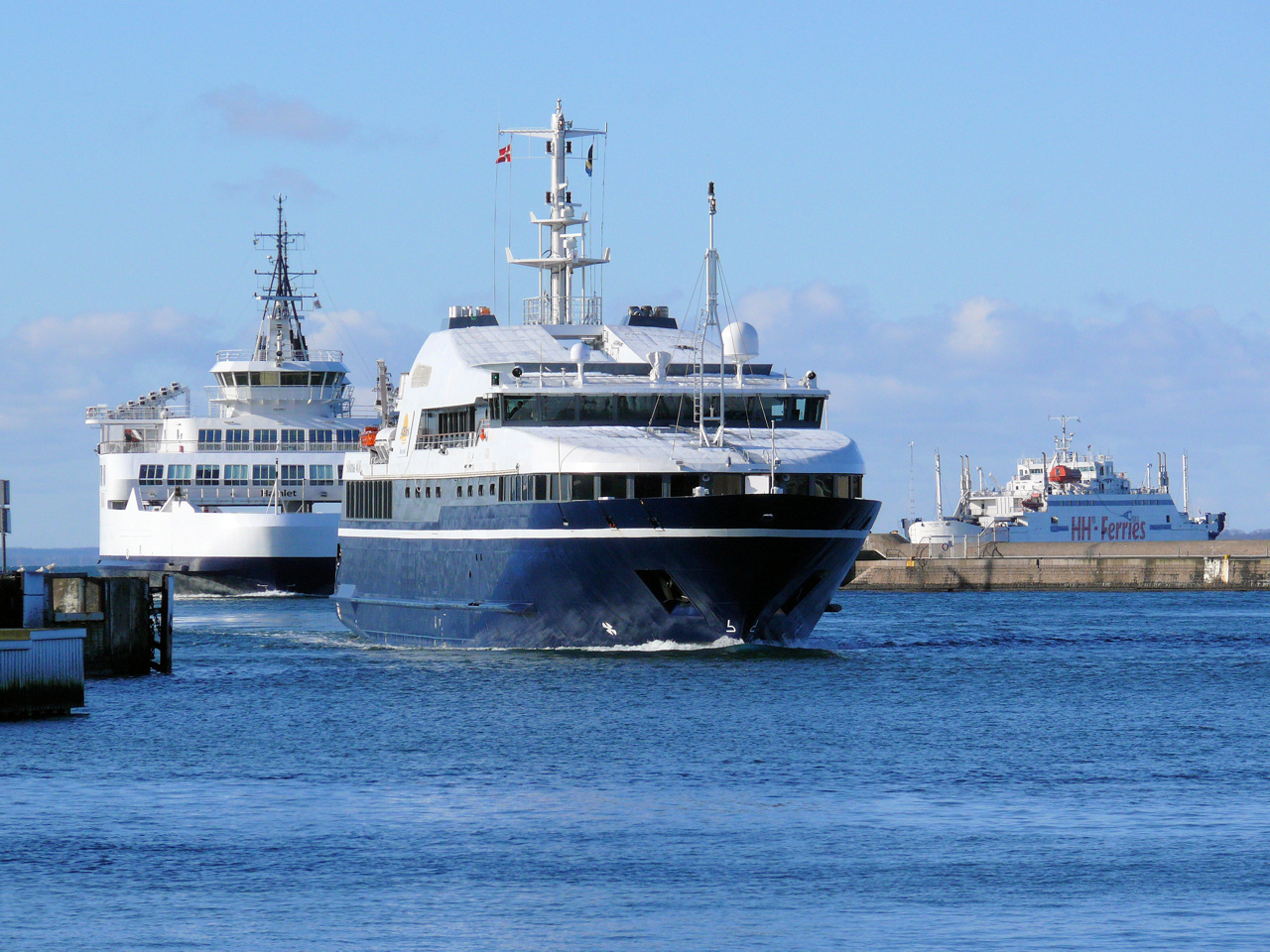
Des bateaux des trois compagnies assurant la liaison, à Helsingborg

La section de l'Öresund sur laquelle Helsingborg se trouve étant la plus étroite, elle est depuis longtemps une importante route maritime. Malgré ceci, la ville n'eut un véritable port que très tardivement, en 1766, le port précédent n'étant qu'un ponton en bois, mais il fallut attendre les travaux de Baltzar von Platen (constructeur du canal Göta) en 1832 pour que le port ait aussi un bassin. Le port se développa ensuite énormément dans la seconde moitié du XIXe siècle.
La ligne de ferry entre Helsingborg et Helsingør, appelée la ligne HH, est l'une des lignes de ferry les plus fréquentées au monde, avec 11 millions de passagers par an. Trois entreprises assurent la traversée : Scandlines qui est la plus importante, HH-Ferries et Sundsbussarna. Le trajet dure 20 minutes, et il y a un départ toutes les 15 minutes. Deux routes européennes incluent cette ligne dans leur tracé: la E47 et E55.
Le port est aussi important pour le fret, étant classé 6e port de Suède pour ce qui est de la quantité de marchandises avec 7,5 millions de tonnes en 2008.

### Transport ferroviaire

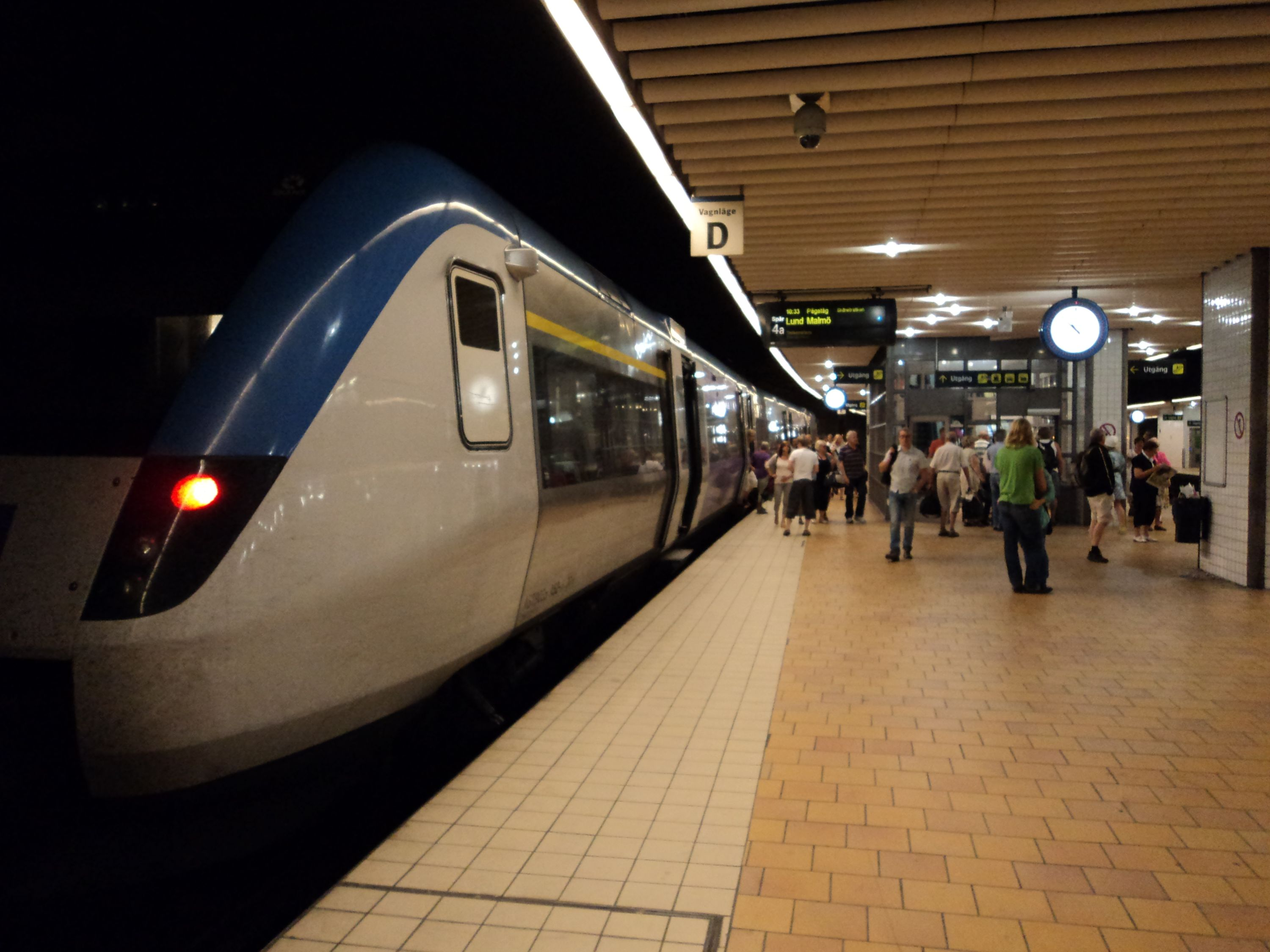
Un pågatåg dans la gare d'Helsingborg

Helsingborg est aussi un important centre du trafic ferroviaire. La gare centrale de la ville, située en souterrain, est en particulier traversée par la Västkustbanan entre Lund et Göteborg, et est ainsi desservie par les X2000 reliant Malmö à Göteborg, ainsi que par les trains de l'Öresund, traversant le pont de l'Øresund pour relier le Danemark. Les lignes de Skånebanan (vers Kristianstad) et Rååbanan (vers Eslöv) ont pour point de départ Helsingborg.
Dans le passé, il existait des trains Copenhague-Stockholm, qui traversaient le détroit dans des ferrys, et passaient donc par Helsingborg. Ce service fut abandonné avec l'ouverture du pont de l'Øresund.
Il existe un projet de créer un tunnel ferroviaire entre Helsingør et Helsingborg.

### Transport aérien
L'aéroport d'Ängelholm–Helsingborg, situé à proximité d'Ängelholm, est utilisé pour les vols nationaux vers Stockholm, ainsi que pour des vols charters vers des villes touristiques européennes. L'aéroport a été fréquenté par 364 772 passagers en 2009, se classant ainsi parmi les 10 plus importants aéroports de Suède pour ce qui est du trafic.
Mais Helsingborg est aussi connectée avec l'aéroport de Copenhague, qui est le plus important aéroport des pays nordiques pour ce qui est du nombre de passagers.

## Culture

### Patrimoine architectural
Le château de la ville a tenu une place centrale dans l'histoire de la ville. Son histoire remonte à l'âge viking, lors duquel il n'était qu'une petite forteresse en bois. Depuis, le château a été modifié à de nombreuses reprises, pour le moderniser, ou simplement pour le réparer (cf l'histoire de la ville). Il n'en reste aujourd'hui que la tour centrale, nommée Kärnan (le noyau), que l'on peut visiter. L'église sainte-Marie, est avec le château, un des seuls bâtiments à avoir traversé l'histoire mouvementée de la ville. Elle fut construite au XIIe siècle, mais fortement modifiée au XVe siècle.

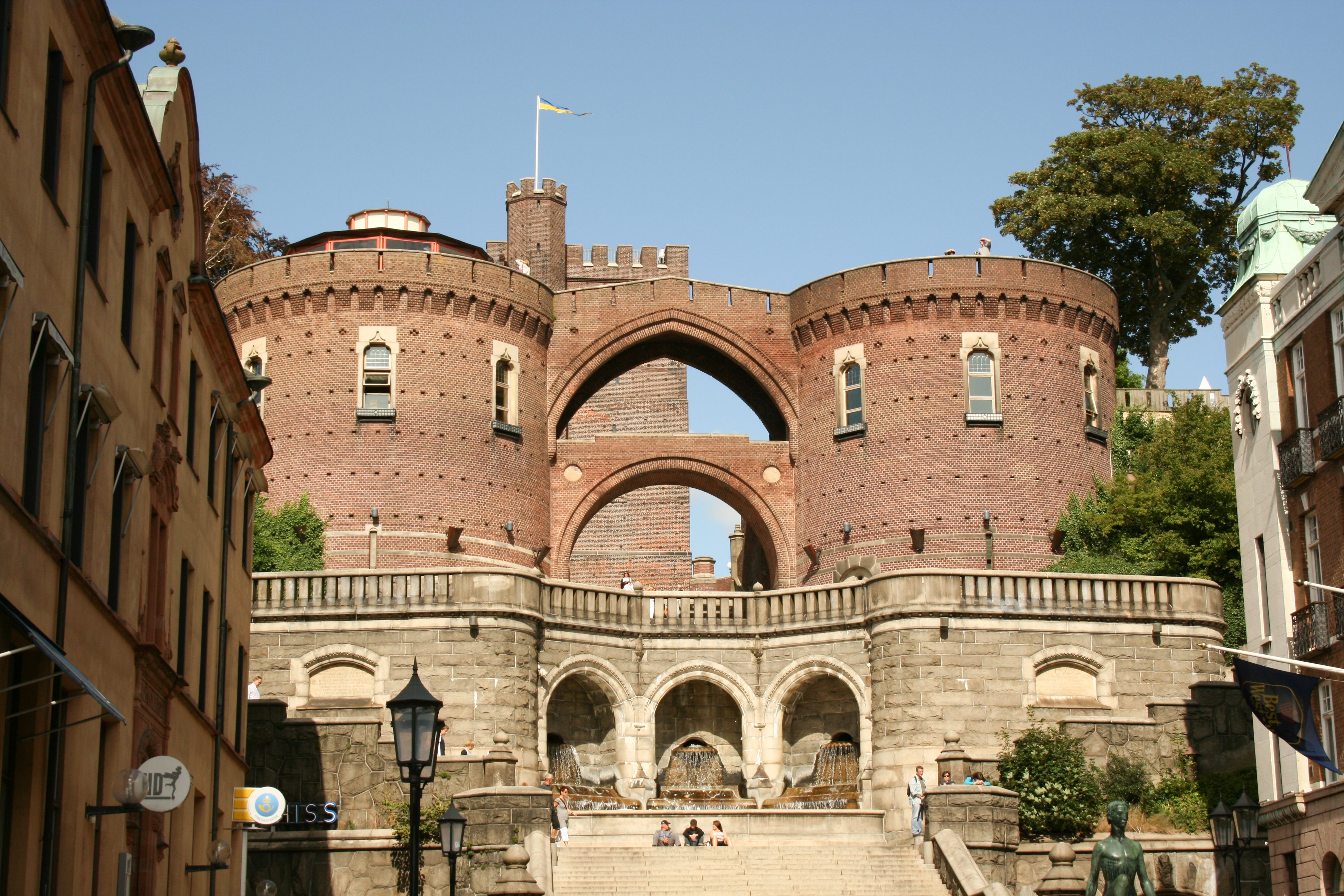
Kärnan.
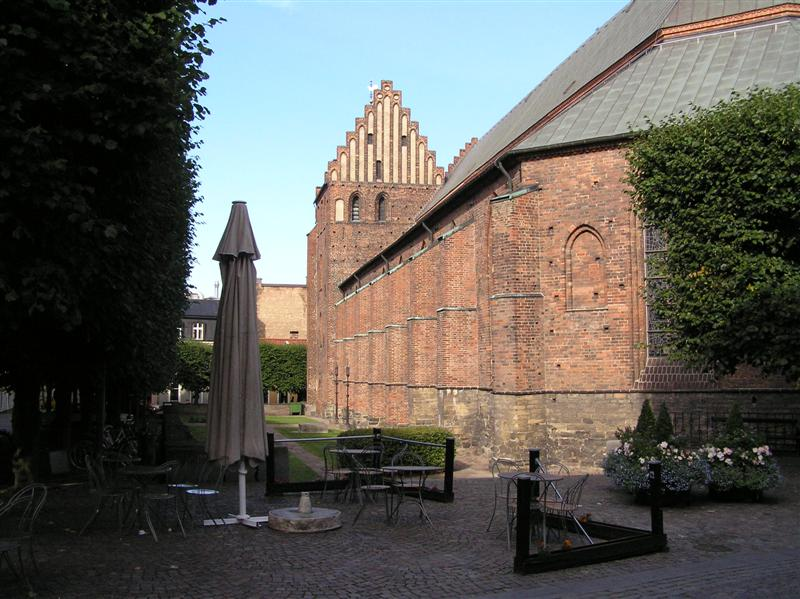
Église Sainte-Marie.

À cause des nombreux conflits ayant eu lieu dans la ville, on y trouve peu de bâtiments d'avant le XIXe siècle. Il y a cependant quelques exceptions, telles que la maison de Jacob Hansen, plus ancien bâtiment civil de la ville, datant de 1641, ou encore Henckelska gården, des années 1680 et Gamlegård, du début du XVIIIe siècle. Ces bâtiments sont caractérisés par une architecture similaire, de maison à colombages, qui était typique des habitations modestes de l'époque.

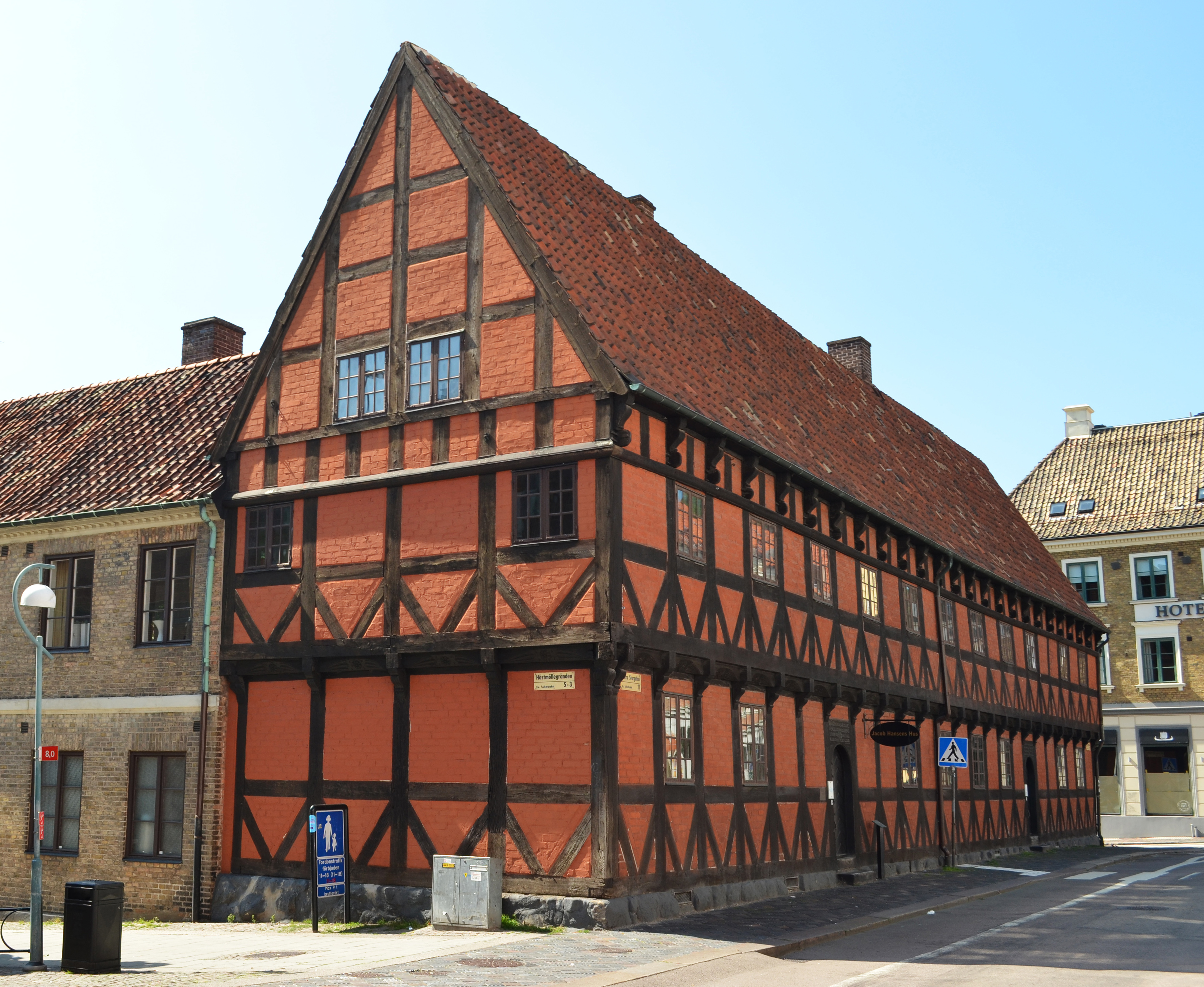
La maison de Jacob Hansen.
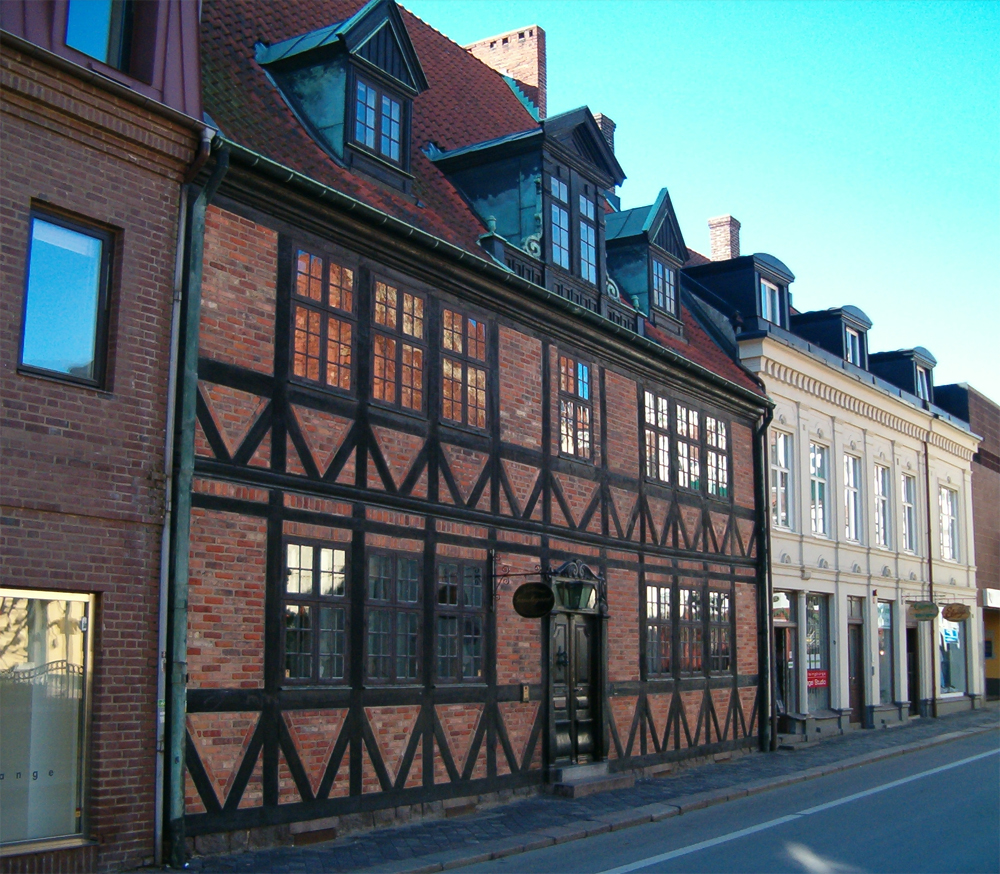
Gamlegård.
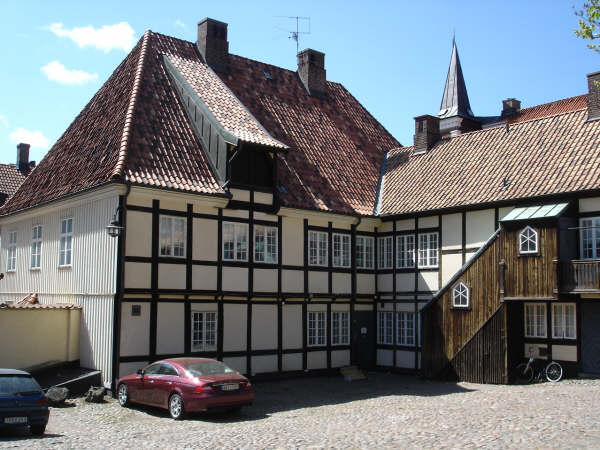
Henckelska gården.

Mais la plupart des bâtiments de la ville datent d'à partir de la seconde moitié du XIXe siècle, où la ville connut une importante expansion. Le bâtiment le plus notable de cette époque est son hôtel de ville. Construit dans un style néogothique en 1897, selon les plans de l'architecte de la ville Alfred Hellerström, il mesure 65 m de haut, et constitue ainsi un point de repère important de la ville. Parmi les curiosités de la ville, notons le château d'eau de Ringstorp, dont le style architectural rappelle celui d'un vrai château.

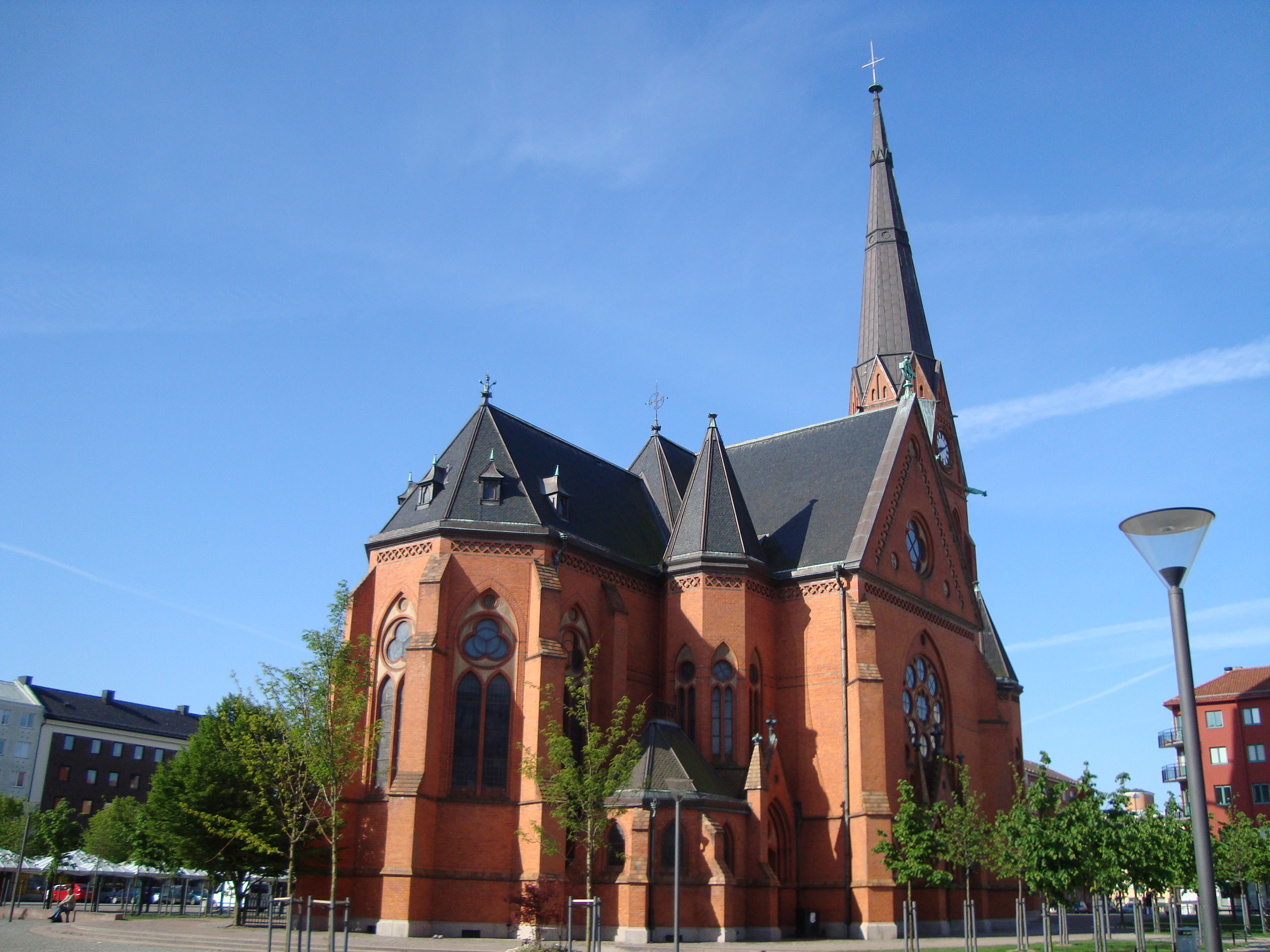
Gustav Adolfs kyrka.
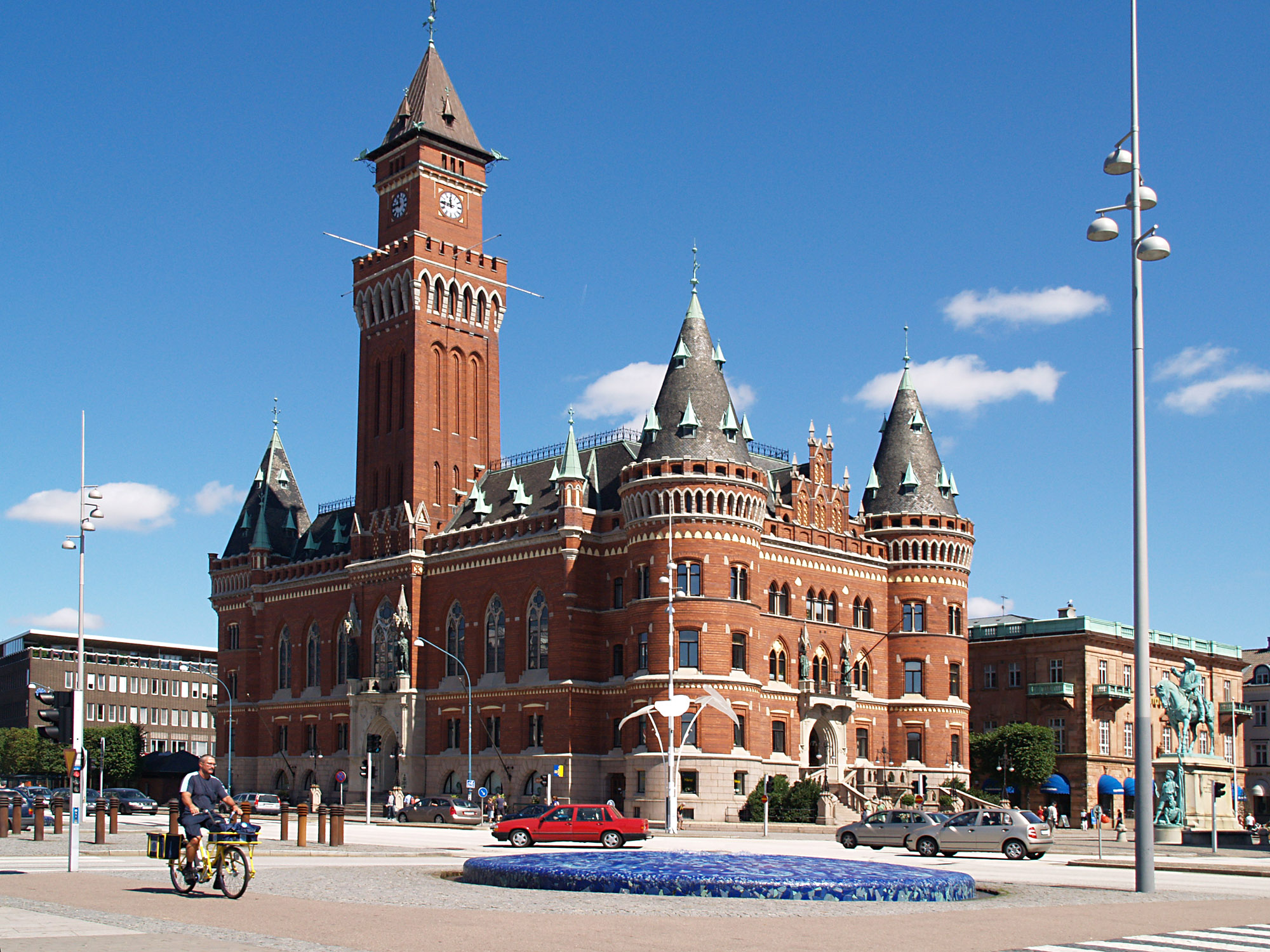
L'hôtel de ville.
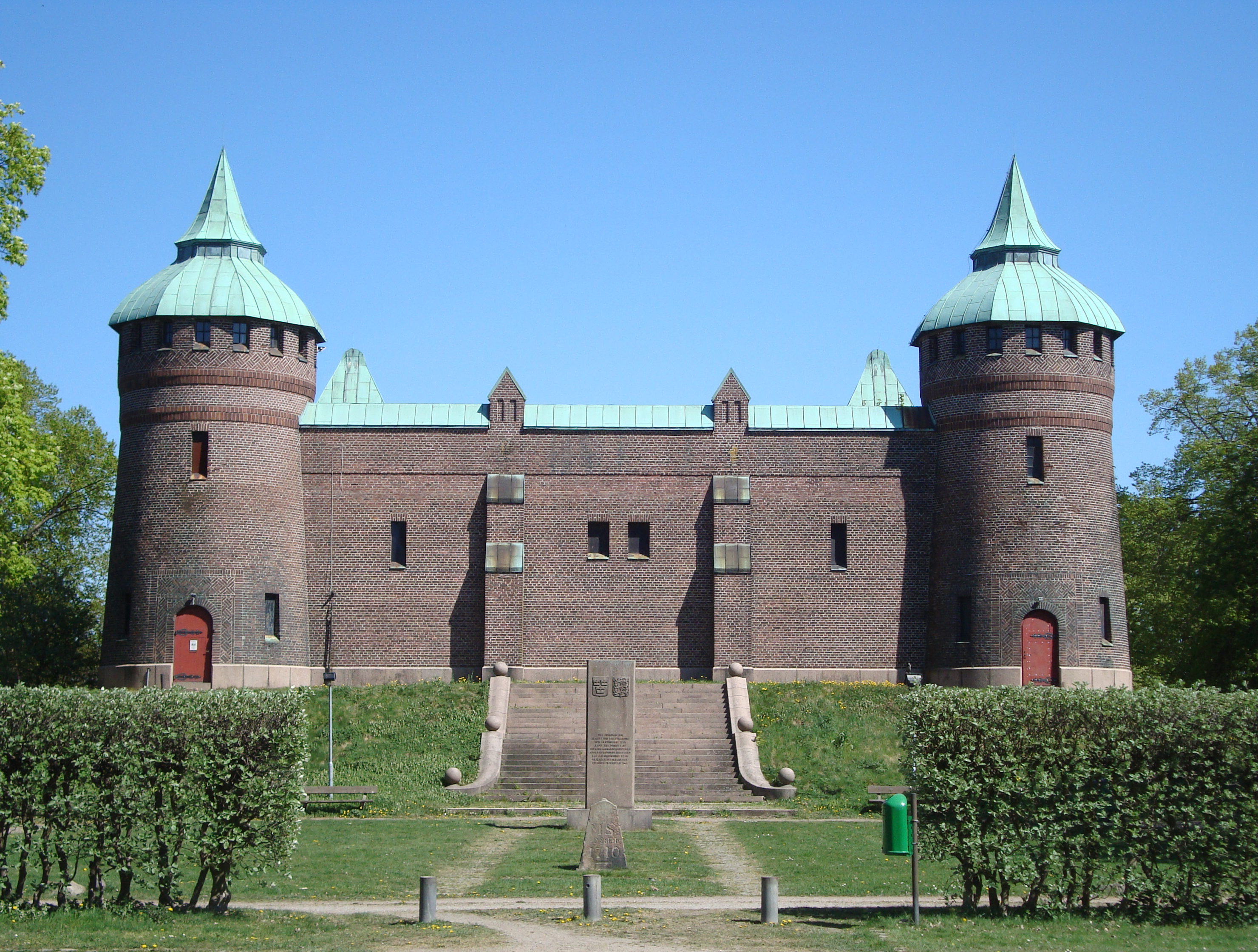
Château d'eau de Ringstorp.

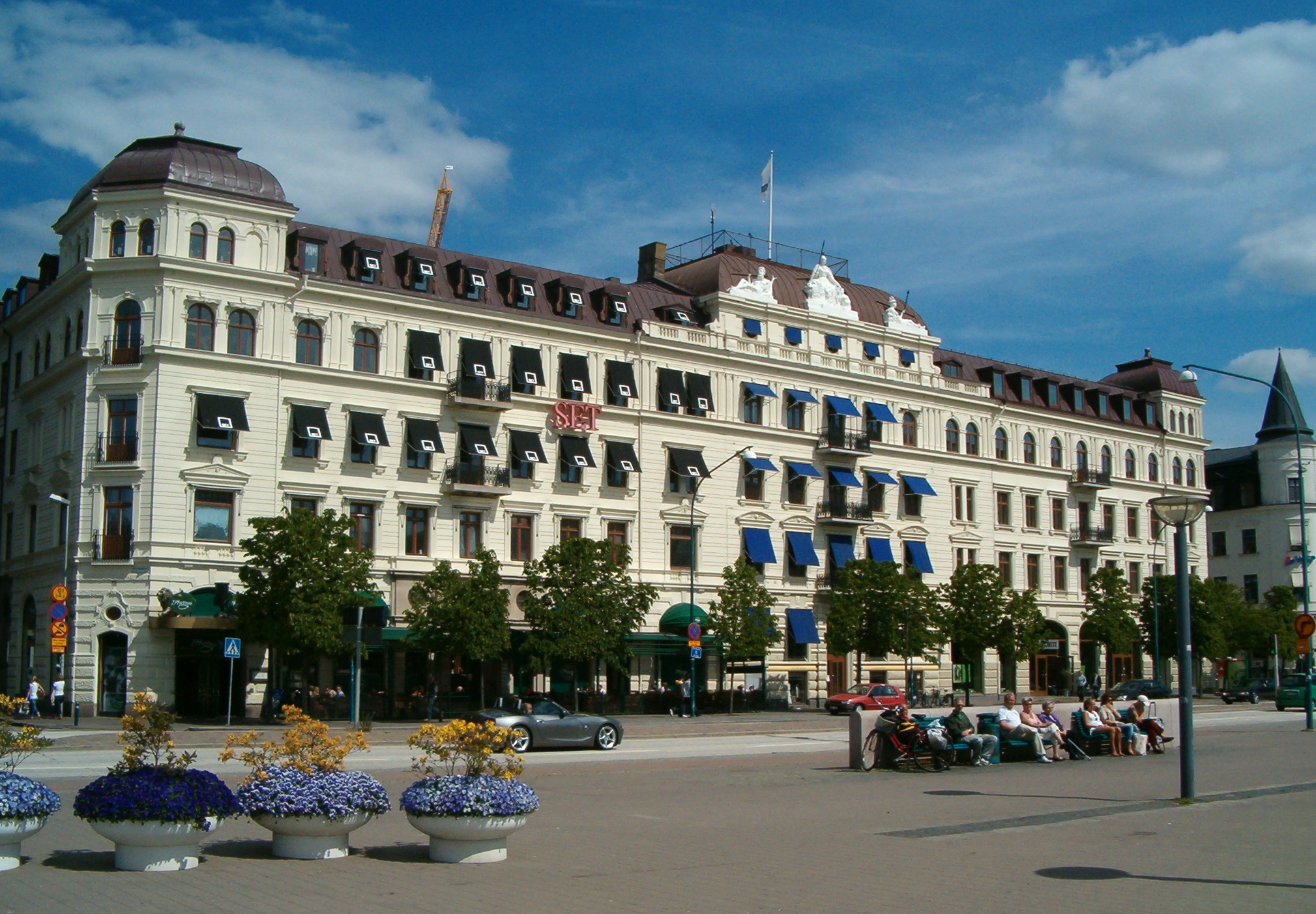
Continentalpalatset.
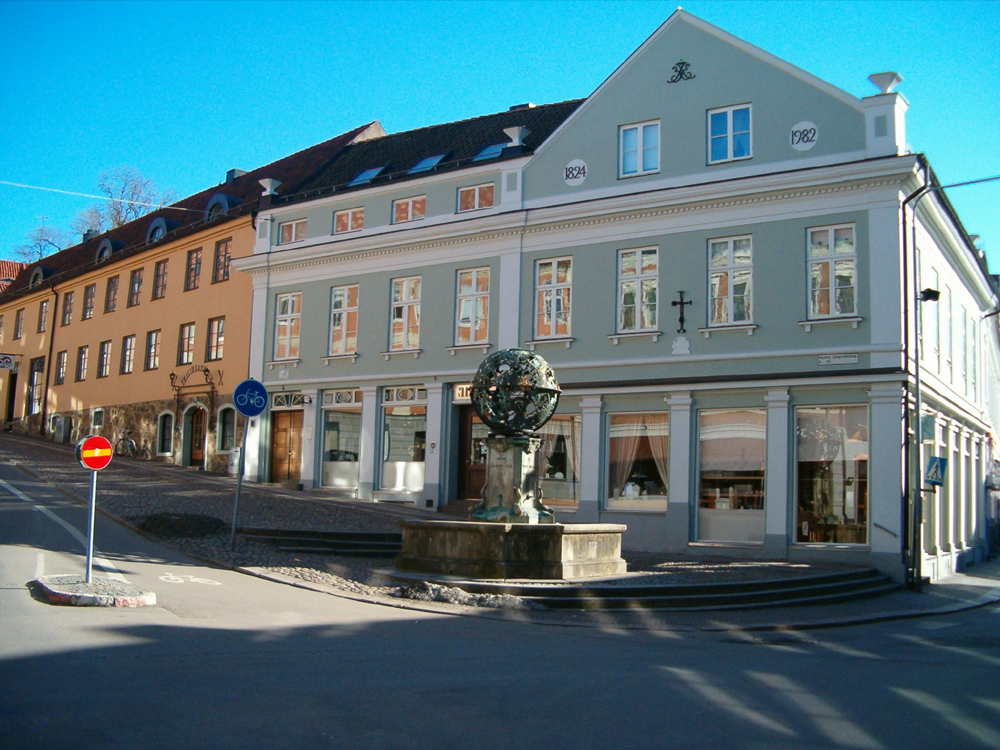
Place de Tycho Brahe.

### Vie culturelle

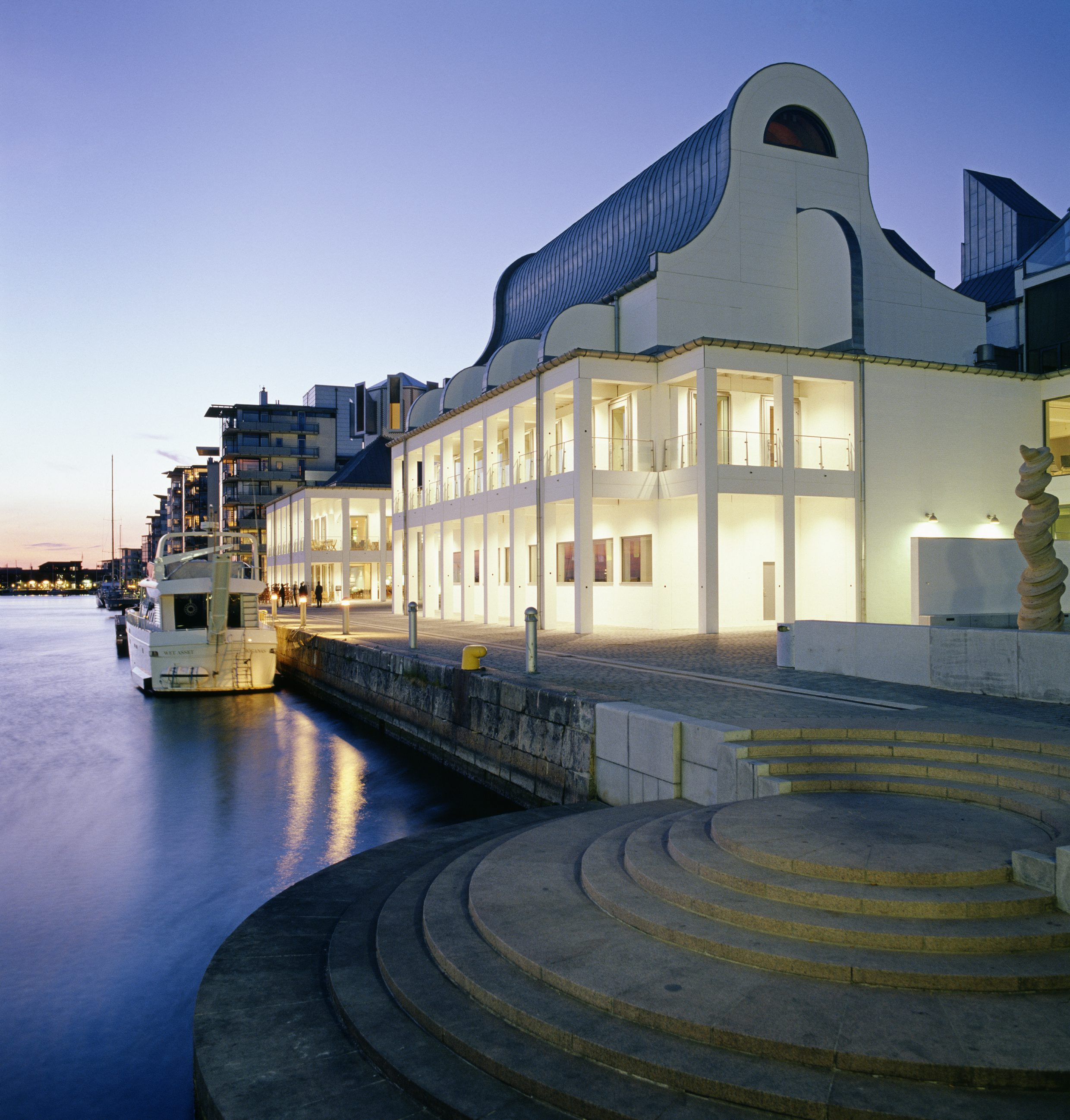
Dunkers kulturhus.

Le consul Oscar Trapp, passionné par l'histoire, décida au début des années 1900 qu'un musée devait ouvrir à Helsingborg, et en 1909, ouvrit le musée de la ville dans les anciens locaux d'une école, avec une collection qu'il commença à accumuler dans les années 1890. Cette collection contenait à la fois des objets scientifiques, archéologiques, ethnographiques et historiques, ainsi que des œuvres d'art. La collection d'art fut déplacée dans un autre bâtiment en 1929. Avec le temps, les locaux du musée de la ville devinrent trop petit, et c'est ainsi qu'il fut décidé en 2002 que la collection d'objets culturels et historiques serait déplacée dans les nouveaux locaux Dunkers kulturhus. Ce dernier est maintenant un centre culturel qui réunit de nombreuses expositions et un conservatoire. En 2008, il fut visité par 538 400 personnes. Le bâtiment est construit par Kim Utzon, fils de l'architecte de l'opéra de Sydney Jørn Utzon.
En 1918, la veuve d'Oscar Trapp donna au musée Fredriksdal et son domaine, datant du XVIIIe siècle, avec comme requête qu'il soit utilisé comme musée de plein-air. Ceci marqua la fondation du musée Fredriksdal museer och trädgårdar, qui a attiré 203 865 visiteurs en 2008.
Musée de la médecine d'Helsingborg

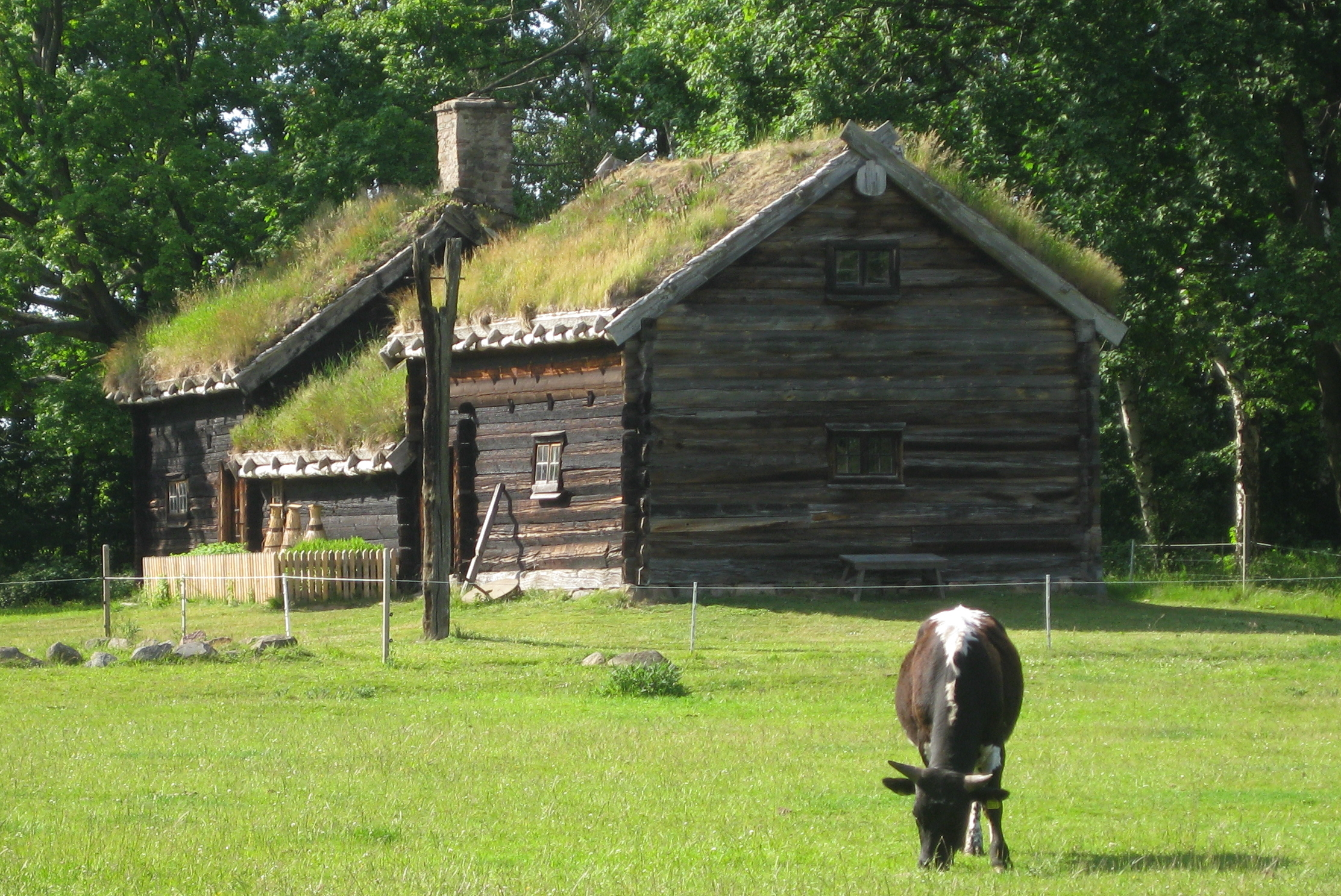
Le bâtiment de ferme de Ågård, dans le musée de Fredriksdal.
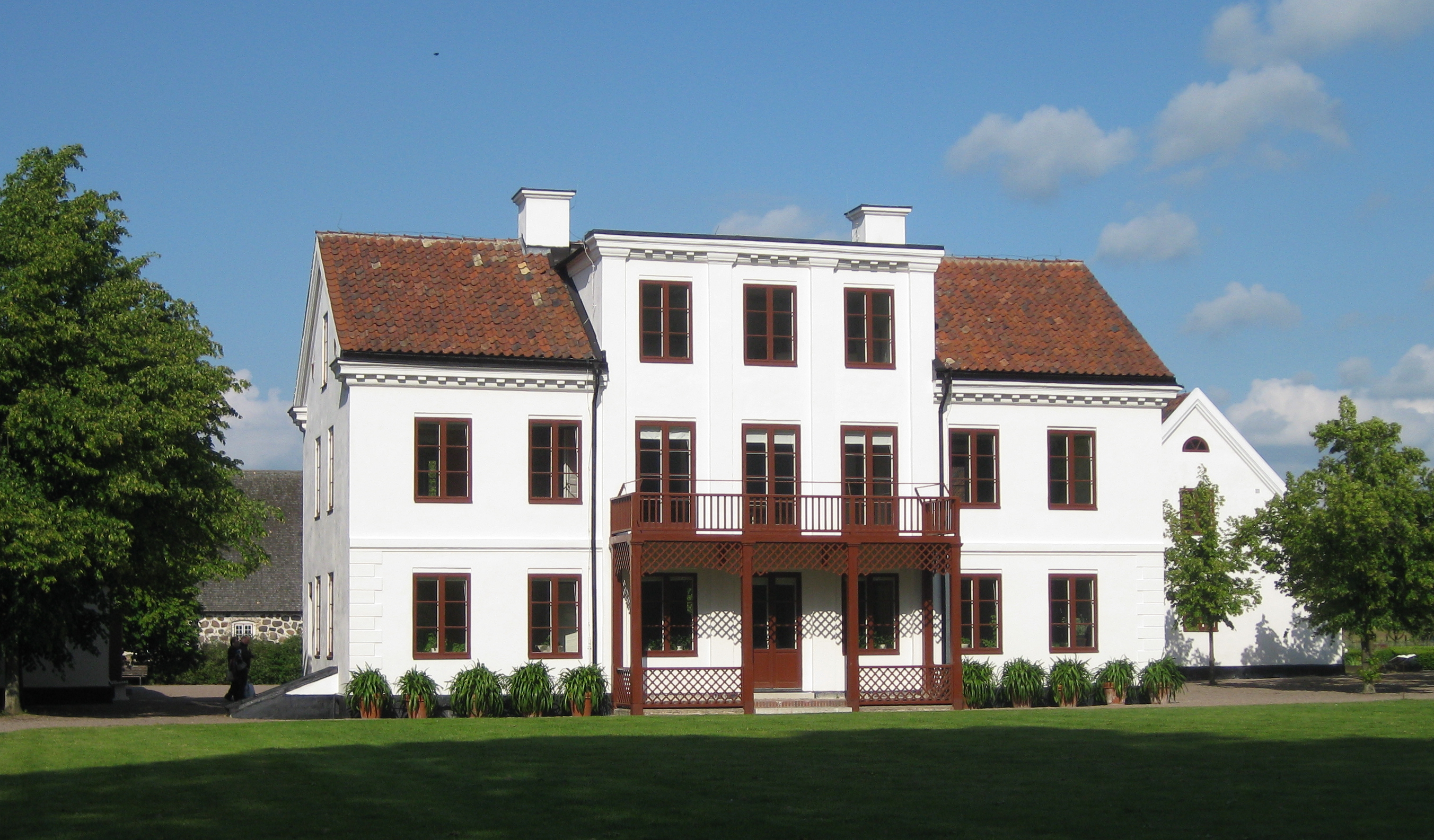
Le manoir de Fredriksdal.

## Sports
Helsingborg est une ville avec une longue tradition sportive. Déjà en 1834 et 1836 eurent lieu des jeux olympiques figurant parmi les premiers jeux olympiques modernes. Derrière l'organisation de ces jeux se trouvait le comité olympique et sa volonté de promouvoir l'intérêt pour l'athlétisme en Suède et en Norvège. Malheureusement, le public ne fut que peu nombreux et l'opération non renouvelée.

### Football

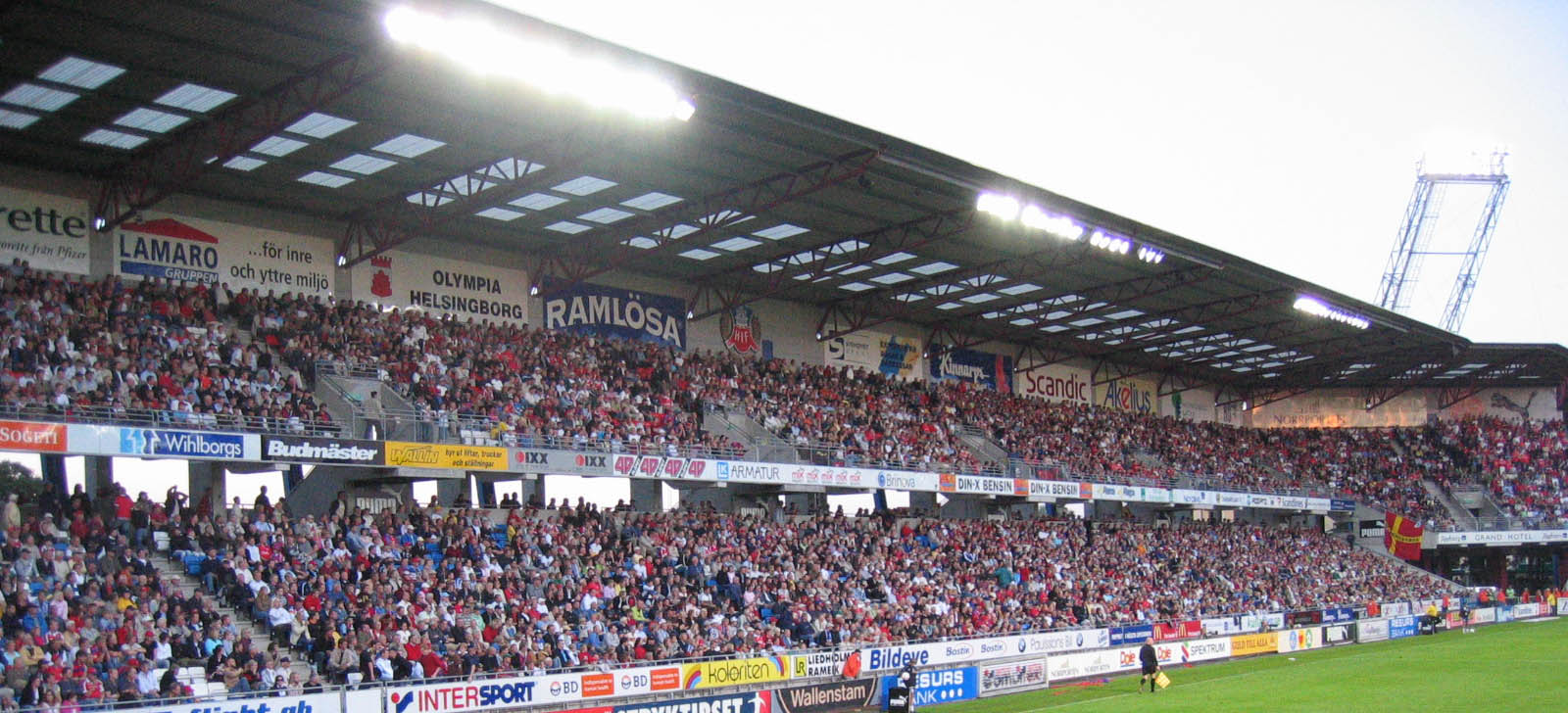
Olympia Stadium

Le football est le sport principal à Helsingborg et la ville possède de nombreux clubs. Le principal d'entre eux est le Helsingborg IF fondé en 1903. Le club évolue à l'Olympia Stadium, un stade d'une capacité de 17 200 spectateurs. Dans les années 1930, le club était un géant du football suédois avec le titre de champion de Suède en 1929, 1930, 1933, 1934 et 1941. Puis le club connut une période moins faste, ponctuée par une descente en division inférieure en 1968. La remontée eut lieu en 1992 et le club connait depuis une grande stabilité en haut de l'échelle, se traduisant par des titres : Champion de Suède en 1999 et 2011, vainqueur de la Coupe de Suède en 1998, 2006, 2010 et 2011.
La remontée du club en 1992 et sa victoire en coupe de Suède en 2006 sont en grande partie dues à celui qui fut élu en 2006 meilleur footballeur suédois de tous les temps, Henrik Larsson.

### Autres sports présent dans l'élite
Outre son club de football, Helsingborg possède d'autres clubs sportifs au plus haut niveau national. Le club de basket-ball de Helsingborg, Öresundskraft (nommé d'après le principal sponsor) est présent en 1re division à la fois masculine et féminine. Le club de handball de l'OV Helsingborg, issue de la fusion en 1994 entre deux anciens clubs du Vikingaernas IF (trois fois le champion de Suède) et du HF Olympia, a évolué trois saisons dans l'élite suédoise. En tennis de table, le club BTK Rekord est l'un des principaux dans le pays. Enfin, l'IS Göta est un des clubs omnisports de la ville, surtout connu pour sa section de handball qui a remporté une fois le championnat de Suède.

## Personnalités liées à la commune
- Märta Måås-Fjetterström (1873-1941), artiste textile, est décédée à Helsinborg
- Marianne Richter (1916-2010), artiste textile, est née à Helsinborg
- Lina Perned, (née en 1973), actrice suédoise née à Helsinborg